# کارل نیکلادونی
کارل نیکلادونی (آلمانی: Carl Nicoladoni؛ ‏ ۲۳ آوریل ۱۸۴۷ – ۴ دسامبر ۱۹۰۲) جراح و استاد دانشگاه اهل اتریش بود. وی دانش‌آموختهٔ رشتهٔ پزشکی در دانشگاه وین بود و بعدها استاد رشتهٔ جراحی در دانشگاه اینسبروک و دانشگاه گراتس شد. تخصص او در زمینهٔ ارتوپدی و جراحی ترمیمی بود و علاقه خاصی به پژوهش و تشخیص کژپشتی داشت. او همچنین مشارکت‌های علمی مهمی در حوزهٔ جراحی دستگاه ادراری-تناسلی و دستگاه گوارش داشت و روشی جدید برای درمان دیورتیکول مری و همچنین پیچش بیضه ارائه کرد. او نخستین کسی بود که نشانه نیکلادونی–برانهام را گزارش کرد و همچنین نخستین تعویض موفقیت‌آمیز انگشت شست را انجام داد، عملی که شامل تعویض انگشت شست از دست رفته پسری با انگشت دوم پای راست او بود.